# Anneli Lahtua
Anneli Lahtua (1954, Orivesi, Finland) is een meubelontwerper en interieurarchitect, werkzaam in Finland en België. Ze is mede-oprichter van Studio Linja.

## Loopbaan
Lahtua studeerde af aan de School of Arts, Design and Architecture, Aalto University te Helsinki. Begin jaren 1970 vestigde Lahtua zich in België. Hier richtte zij samen met Marc Supply Studio Linja op.
Lahtua en Supply hebben verschillende projecten ontworpen voor onder andere de Vlaamse Milieumaatschappij in Aalst, Ambassade van Finland in Brussel, Missie van Finland bij de NAVO en Vlaamse Landmaatschappij in Brussel. Ze werken regelmatig als gastontwerper bij Labt, een studio gespecialiseerd in maatwerk meubelen in Gent.

## Tentoonstellingen
- 2012: Habitare, Eco-Design in Finland, ‘VMM Bank’[4]
- 2013: 7de Design Triënnale C-Mine in Genk, Conflict & Economie, ‘VMM Bank’[5]
- 2014: 5de editie Milan Design Week in Milan, Ventura Lambrate, ‘Orbit’[6]
- 2014: Design Vlaanderen Galerie in Brussel, Hout Het Nieuwe Goud, ‘Orbit’[7]
- 2019: Gaanderij Gemeentelijke Academie Voor Beeldende Kunst in Aalst, Tafelen, ‘Pentagon Tafel’[8]

## Prijzen
- 2004: Design Museum Gent, 100 Years, 100 Men, 100 Object, ‘Janus’[9]
- 2005: Prijs Bouwheer, ‘VMM Bank’
- 2010: Fidias Interieur Prijs, Interieur Privé Woning/Meubelontwerp, ‘Verblijf Voor Een Tweeling’[10]
- 2014: Henry Van de Velde Prijs, ‘VMM Bank’[11]

## Publicaties (selectie)
- Kwintessens 2013-2. (2016c, november 6). Issuu.
- Baert, E. (z.d.-b). Henry van de Velde awards & LaBels.
- Kwintessens 2014-1. (2016c, november 6). Issuu.
- Valcke, J., Tassinari, V., Belleghem, K. van, Baerten, N., Polderman, K. & van Caekenberghe, K. (2014). Conflict & Design: 7de Triënnale voor Vormgeving. Lannoo.